# Dealu Caselor, Alba
Dealu Caselor este un sat în comuna Sălciua din județul Alba, Transilvania, România.

 Acest articol despre o localitate din județul Alba este deocamdată un ciot. Puteți ajuta Wikipedia prin completarea lui.